# Nolina palmeri
Nolina palmeri ist eine Pflanzenart der Gattung Nolina in der Familie der Spargelgewächse (Asparagaceae). Ein englischer Trivialname ist „Palmer´s Nolina“.

## Beschreibung
Nolina palmeri wächst stammlos und bildet Horste von 0,5 bis 2 m Durchmesser. Die variablen, steifen, faserigen, hellgrünen bis gelbfarbenen Laubblätter sind 30 bis 60 cm lang und 4 bis 8 mm breit. Die Blattränder sind gezähnt.
Der verzweigte Blütenstand wird 0,5 bis 1,30 m lang. Die in der Reife holzigen, runden Kapselfrüchte sind 4 bis 5 mm im Durchmesser. Die braunen, kugelförmigen Samen sind 3 mm im Durchmesser.
Nolina palmeri ist in Europa frosthart bis minus 10 °C. Sie ist kaum bekannt.

## Verbreitung und Systematik
Nolina palmeri ist in Höhenlagen von 800 bis 2200 m in Mexiko im Bundesstaat Baja California verbreitet. Sie ist geographisch isoliert, selten in Mexiko und in Baja California bis nahe der Schneegrenze verbreitet. Nolina palmeri wächst auf steinigen Hügeln und ist vergesellschaftet mit Yucca whipplei subsp. eremica.
Nolina palmeri ist Mitglied der Sektion Microcarpae. Das Erscheinungsbild ähnelt Nolina micrantha, jedoch formt diese längere Blätter.
Die Erstbeschreibung erfolgte 1879 durch Sereno Watson. Ein Synonym ist Nolina palmeri var. brandegeei Trel.

## Nachweise